# Peter Meyer (Skeletonpilot)
Peter Meyer ist ein früherer deutscher Skeletonsportler.
Peter Meyer aus Bischofswiesen startete für den BSC München. Er nahm 1993 in Winterberg erstmals an einem Rennen des Skeleton-Weltcups teil und wurde 13. Bei der Skeleton-Weltmeisterschaft 1995 in Lillehammer wurde er 17, 1996 in Calgary 19. 2001 erreichte Meyer mit Rang fünf in Königssee sein erstes Ergebnis unter den besten zehn und zugleich sein bestes Resultat im Weltcup. Bei der ersten Skeleton-Anschubweltmeisterschaft 2002 in Groningen gewann er hinter Peter van Wees und Dirk Matschenz die Bronzemedaille. National gewann Meyer 1996 in Altenberg hinter Willi Schneider die Silbermedaille, 1997 und 2000 wurde er in Winterberg Dritter. 1999 verpasste er knapp eine Medaille als Viertplatzierter. Bei den Bayerischen Meisterschaften wurde er 1996 und 1997 Dritter, 2002 hinter Frank Kleber Zweiter.